# Zámostí (Kadaň)

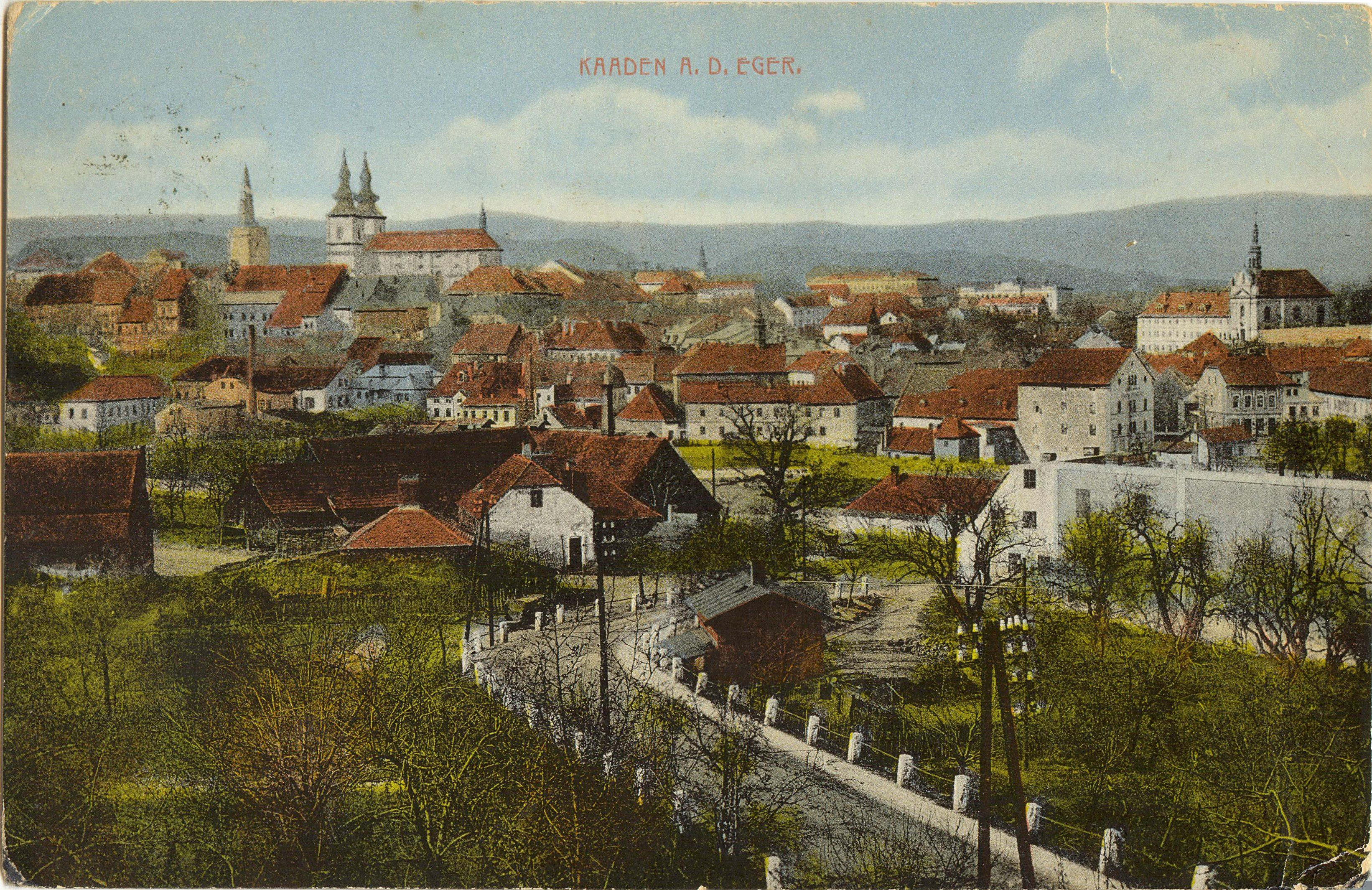

Zámostí je historickou součástí Špitálského předměstí v Kadani. Nachází se na pravém břehu řeky Ohře na křižovatce ulic Rokelská a Pokutická, u silničního mostu.

## Historie
Zámostí, nazývané též jako Mostní domky, je historickou součástí Špitálského předměstí. Zástavba zde vznikla již ve středověku a církevní správou náležela k farnímu kostelu svatého Vavřince v Želině. Původně bylo Zámostí tvořeno shlukem několika domů, dvorců a městskou cihelnou (čp. 270). Počátkem 18. století zde byla vystavěna i malá zděná kaple s dřevěným krucifixem. Na pravé straně od mostu stávala budova čp. 573, postavená roku 1878 jako jatka pro porážku hovězího dobytka, sousední dům čp. 626 pak vznikl v roce 1893 jako nová jatka, která svému účelu sloužila až do roku 1990, tedy bezmála sto let.
Dům čp. 270, původně městská cihelna, později sloužil jako tzv. morový špitál. Právě na kopci nad Zámostím byl totiž zřízen morový hřbitov, který od roku 1628 sloužil též jako místo posledního odpočinku pro cizí kupce augšpurského vyznání čili luterány, kteří při svých obchodních cestách v Kadani zemřeli. Morový špitál byl zrušen roku 1780 římským císařem a českým králem Josefem II. Koncem 19. století zde pak kadaňský podnikatel Hugo Hain zřídil továrnu na výrobu makaronů, vaječných těstovin a hořčice, které dodával zejména italským dělníkům po celém Rakousku-Uhersku lidově zvaným též barabové či trhani, snad kvůli jejich obvykle rozedranému oblečení, které svědčilo o chudobě, nestálém bydlišti a často i blízkém vztahu k alkoholu anebo proto, že pomocí střelného prachu a dynamitu trhali skály a razili tunely při stavbě železnic. Hain nechal také přistavět sousední dům čp. 648 jako tzv. nudlárnu, která zde fungovala až do roku 1949. Od roku 1953 sídlila v areálu učňovská škola, ve které se vyučili automechaniky hned dva významní čeští divadelní a filmoví herci. Tím prvním byl Michal Dočolomanský (1942–2008), druhým je pak Josef Dvořák (* 1949), který v Kadani vyrůstal a začal zde též hrát divadlo.
V průběhu 19. století se u kadaňského Zámostí z někdejšího Mostu císaře Františka Josefa I. uskutečnilo několik astronomických pozorování nebeských úkazů, totiž „ohnivých koulích neboli meteorů“, jak o tom informuje dobový tisk. Poprvé byly nad Kadaní pozorovány dne 6. ledna 1843, další úkaz je doložen též 11. srpna a 13. září 1866 a naposledy 9. listopadu 1898. Prameny uvádějí, že dne 10. dubna 1874 byl na obloze nad řekou Ohří pozorován dokonce jakýsi zářící světelný roj.

## Pověsti
Městské kroniky spojují Zámostí s pověstmi o záhadném umrlci oděném ve staromódním loveckém úboru, který se zjevuje vždy o druhé červencové neděli kolem poledne. Touto bytostí má být Max Steuper, bláznivý koňský handlíř, který pocházel z dolnosaského Lüneburgu, a který kdysi v Kadani za nevysvětlitelných okolností zemřel. Jak praví pověsti, pro ty, kteří na něj narazí není nebezpečný, ovšem zejména vůči venkovanům z okolí Kadaně se chová velmi škodolibě a s velikou radostí si z nich tropí žerty. Takzvanému šílenému Maxovi a jeho kouskům je věnováno několik zápisů v kadaňských kronikách.
Například v neděli 10. července 1422 se terčem jeho nejapných žertů stal jakýsi opilý sedlák z Radonic. Max jej chvíli doprovázel po silnici do kopce nad Zámostí, když vtom potkali u studánky tři zajíce. Max se k nim nepozorovaně připlížil, jednoho z nich popadl za nohy a něco mu pošeptal do ucha. Poté jej hodil sedlákovi na záda. Ten se celý vyděšený snažil pištícího zajíce polapit, zajíc se mu však vysmekl a utekl do polí. V tu chvíli se Max proměnil v balvan, o nějž zmatený sedlák zakopl, a tak raději vzal nohy na ramena a spěchal domů, aby se snad onen strašidelný šprýmař znovu neobjevil a neprovedl mu další kousek.
Další z řádění šíleného Maxe je v kronikách evidováno k neděli 13. července 1514. Tehdy se vracel přes Zámostí ke svému domovu jakýsi sedlák z Krásného Dvorečku, veselý člověk, který měl na hlavě naražený špičatý klobouk s červeným lemováním. Šílený Max k němu znenáhla přistoupil, popadl jej za klobouk a třikrát se s ním zatočil do kola. Vyděšený sedlák hned poté utíkal nad Zámostí ke studánce, kde se mu Max opět zjevil v loveckém oděvu a vyslovil mu zdvořilou poklonu, aby ocenil jeho „taneční schopnosti“, ještě kus cesty jej pak doprovázel a utahoval si z něj.